# Martin Allegro
Martin Allegro (Boussu, 29 april 1996) is een Belgische professionele tafeltennisser. Hij speelt linkshandig met de shakehandgreep.
Hij is drievoudig Belgisch kampioen heren dubbelspel met Florent Lambiet.